# Immunogen
Ein Immunogen ist ein Antigen, das aufgrund seiner Immunogenität in der Lage ist, eine Immunantwort auszulösen. 

## Eigenschaften
Antigene können in Immunogene und Haptene unterschieden werden. Das Hapten besitzt nur ein Epitop und löst eine Immunantwort nur zusammen mit einem Trägerprotein aus, während das Immunogen aufgrund seiner Oberflächenstrukturen alleine B-Lymphozyten oder T-Lymphozyten aktivieren kann. 
Jede Substanz, die eine Immunantwort auslösen kann, ist ein Immunogen. Dabei gibt es eine klare Abgrenzung zwischen Immunogen und Antigen. Jeder Stoff, an den ein Antikörper binden kann, ist ein Antigen. Das heißt, dass alle Antigene das Potential besitzen, die Produktion von spezifischen Antikörpern auszulösen. Jedoch müssen manche Antigene an ein Immunogen gebunden sein, damit die Produktion von Antikörpern auch wirklich ausgelöst wird. Mit anderen Worten: Alle Immunogene sind Antigene, jedoch nicht alle Antigene sind auch Immunogene.
Ein Immunogen kann in vielen Formen auftreten bzw. für eine Impfung eingesetzt werden: komplette Zellen, Zellextrakte, inaktivierte oder attenuierte Pathogene, virale Vektoren, virusartige Partikel, Virosomen, gereinigte Proteine, rekombinante Fusionsproteine, synthetische Peptide, Kohlenhydrate, Lipide oder als DNA-Impfung.
Die DNA-Immunisierung und virale Vektoren können im Rahmen von Plasmid-basierten Techniken eingesetzt werden, um eine In-vivo-Genexpression zu bewirken, die im Versuchstier wiederum eine Immunantwort auslöst. Diese sogenannten genetischen Immunisierungen können mittels Injektion des Immunogens in die Milz oder in den Muskel erfolgen, durch intradermale Verabreichung mit Hilfe eines Apparates wie der sogenannten Genkanone, durch Transfektion oder durch Immunisierung mittels intradermaler hydrodynamischer Injektion.